# Sarrey
Sarrey ist eine französische Gemeinde mit 369 Einwohnern (Stand 1. Januar 2022) im Département Haute-Marne in der Region Grand Est; sie gehört zum Arrondissement Langres.

## Geografie
Sarrey liegt an der Traire, rund 20 Kilometer nordöstlich der Stadt Langres im Osten des Départements Haute-Marne.

## Geschichte
Die Mechanisierung der Landwirtschaft führte zu einer starken Abwanderung im späten 19. Jahrhundert und im 20. Jahrhundert. Sarrey war Teil der Bailliage de Chaumont innerhalb der königlichen Provinz Champagne. Der Ort gehörte von 1793 bis 1801 zum District Bourbonne, zudem von 1793 bis 2015 zum Kanton Montigny (Name ab 1974: Kanton Val-de-Meuse).

## Bevölkerungsentwicklung
| Jahr                       | 1962 | 1968 | 1975 | 1982 | 1990 | 1999 | 2006 | 2012 | 2019 |
| Einwohner                  | 384  | 399  | 396  | 353  | 331  | 337  | 369  | 378  | 380  |
| Quellen: Cassini und INSEE |      |      |      |      |      |      |      |      |      |

## Sehenswürdigkeiten
- Dorfkirche Saint-Maurice (erbaut 1757)[1]
- Kapelle Sainte-Pétronille
- Wegkreuz an der Ferme des Charmes
- Fabrik Coutellerie dite Coutellerie S.A.R.L. Louis Marot et Cie aus dem Jahr 1948

## Persönlichkeiten
- Ernest Babelon (1854–1924), Numismatiker und klassischer Archäologe